# Anamaria Gavrilă
Anamaria Gavrilă (ur. 15 października 1983) – rumuńska polityk, deputowana krajowa, liderka Partii Młodych Ludzi (POT).

## Życiorys
Absolwentka ekonomii na Universitatea de Vest din Timișoara, uzyskała też magisterium z finansów i inwestycji na rynku nieruchomości na University of Reading. Przez kilkanaście lat pracowała w sektorze zarządzania nieruchomościami w Niemczech i Wielkiej Brytanii. W 2020 wróciła na stałe do Rumunii; zaangażowała się w działalność polityczną w ramach prawicowej partii pod nazwą Sojusz na rzecz Jedności Rumunów, uzyskała w tymże roku mandat radnej miasta Deva. W wyborach w 2020 została wybrana w skład Izby Deputowanych. W 2021 opuściła AUR, w 2023 współtworzyła Partię Młodych Ludzi, w której objęła funkcję przewodniczącej. Jej ugrupowanie w kampanii prezydenckiej w 2024 wspierało niezależnego kandydata Călina Georgescu. W odbywających się następnie wyborach parlamentarnych z tegoż roku POT przekroczyła próg wyborczy, a Anamaria Gavrilă zapewniła sobie poselską reelekcję.
Została zarejestrowana jako kandydatka w wyborach prezydenckich w 2025; w marcu tegoż roku zrezygnowała jednak ze startu, wspierając George’a Simiona.